# Pałac w Strzekecinie
Pałac w Strzekecinie (Czarny, Bursztynowy) – zabytkowy pałac w miejscowości  Strzekęcino.
W 1897 właścicielem dóbr został Kartz von Kameke, który w latach 1899-1901 wybudował pałac. Elewacja pokryta piaskowcem przyczyniła się do nazwania pałacu bursztynowy. Od frontu ganek (portyk) z głównym wejściem zwieńczonym tympanonem (frontonem) z rzeźbiarskim wypełnieniem zawierającym herb von Kameke.
Obiekt jest częścią zespołu pałacowo-folwarcznego z XVIII-XIX w. w skład którego wchodzą jeszcze:
- hydrofornia
- budynek administracyjny
- spichrz-magazyn
- stodoła, szachulcowa
- wieża ciśnień
- lodownia
- park[5]
- cmentarz rodowy w parku[3].

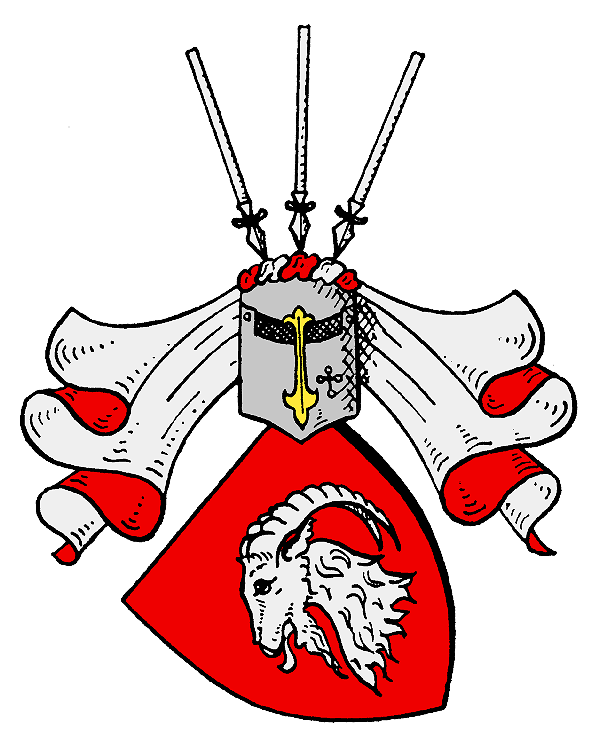
Herb von Kameke
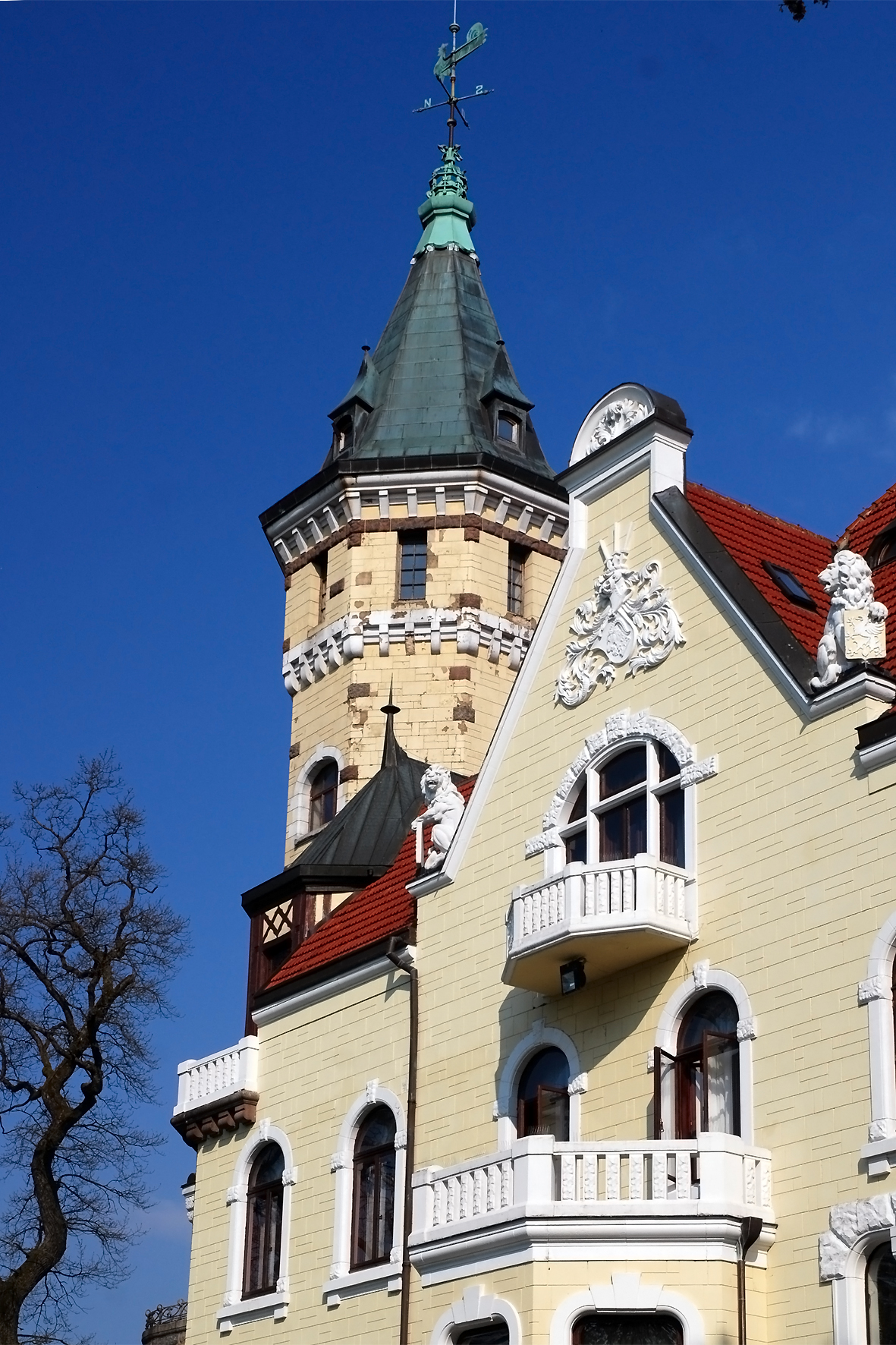
Szczyt z herbem von Kameke
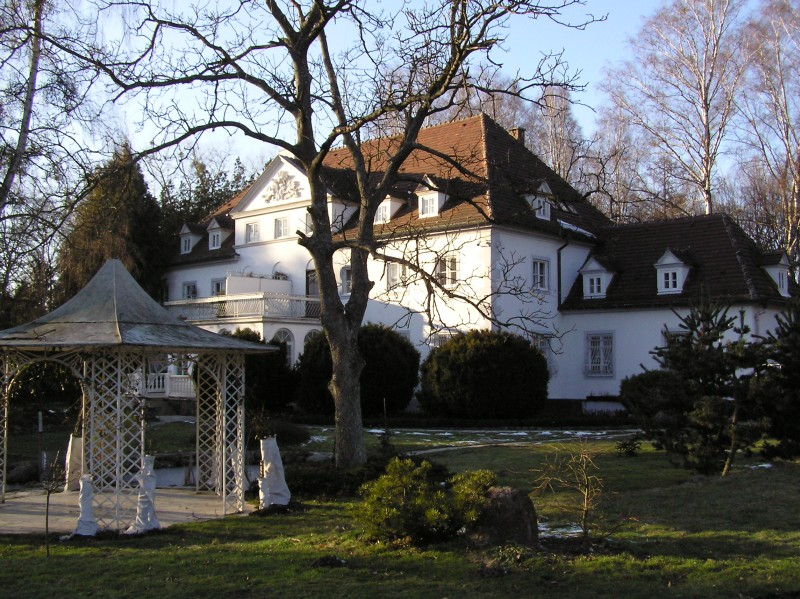
Pałac Biały